# 陳聖典
陳聖典（？—？），字希虞，号湘瀛、九岩，湖廣衡州府衡阳县人，明朝政治人物。

## 生平
万历三十一年（1603年）癸卯科举人，四十一年癸丑科會試第五十九名，未殿试，四十四年（1616年）丙辰科二甲第八名进士，初授南京兵部主事，旋即转南礼部。历任云南右参议、江西南昌副使、贵州提学副使，所在有政声。然淡于官情，以父丧乞归，遂不复出仕。晚年筑室号“长青轩”，奉母至孝，称于乡里。

## 著作
著有《清白庭集》。

## 家族
曾祖陳文漢，桂林訓導。祖父陳宗凱，丁卯文魁。父陈孔珪，廪生。